# Окрузи Кипра
Република Кипар спада у мање европске земље, па држава не поседује ниво покрајина или региона. Основна управна подела Кипра је на округе (грч. Επαρχία, тур. Bölgesi). Званчно постоји 6 округа, који носе назив града-седишта округа. Окрузи се даље деле на општине.

## Подела државе у грчком и турском делу Кипра
Посебна тешкоћа у разматрању управне поделе на Кипру је подељеност острва на јужни, грчки и северни, турски део, односно на међународно признату Републику Кипар и на међународно непризнату Турску Републику Северни Кипар. Повезано са тим постоје различите подручне поделе и подручне јединице, различити су и пописи у оба дела државе, различито поимање округа, општине, града и предграђа.
Данас званично постоји 6 округа на острву, али незванично, услед турске окупације северног Кипра, ова подела се спроводи само у јужном делу државе, под управом кипарских Грка. Северни део већ деценијама има сопствену поделу на округе, која одступа од званичне. Званична држава стога има своје измештене органе власти за окупиране округе и општине, који су смештени у грчком делу Кипра.
Са друге стране, британске војне базе Акротири и Декелија на острву Кипар званично нису део било ког суседног округа и имају независну, војну управу.

## Званични списак округа
| Назив округа | Матични назив (грч. / тур.) | Седиште   |
| ------------ | --------------------------- | --------- |
| Фамагуста    | Αμμόχωστος / Gazimağusa     | Фамагуста |
| Керинеја     | Κερύνεια / Girne            | Керинеја  |
| Ларнака      | Λάρνακα / Larnaka           | Ларнака   |
| Лимасол      | Λεμεσός / Leymosun          | Лимасол   |
| Никозија     | Λευκωσία / Lefkoşa          | Никозија  |
| Пафос        | Πάφος /Baf                  | Пафос     |